# 小行星6791
小行星6791（英語：6791）是一颗围绕太阳公转的小行星。1991年10月29日，上田清二、金田宏在钏路市发现了此天体。
这颗小行星的绝对星等为191.5372200537726等。